# 原田晃
原田 晃（はらだ あきら、1976年1月31日 - ）は、日本の男性声優。

## 人物
以前までオフィス薫に所属していたが、現在はプロダクション・エースに所属。
趣味・特技は映画鑑賞、ツーリング。方言は三河弁。

## 出演
太字はメインキャラクター。

### テレビアニメ
2004年
- 超ぽじてぃぶ! ファイターズ（フェルナンド・セギノール、重球くん、竜魔人、巨万、下っ端）

2005年
- ギャラリーフェイク（支配人、画商）
- BECK（料理人、ブッキングマネージャー、赤毛、付き人、パンチパーマ）

2006年
- ギャラクシーエンジェる〜ん（軍人B）
- ケロロ軍曹（社員、渡辺くん）

2008年
- 隠の王（下忍）
- ネットゴーストPIPOPA（モハンマド、大江政博、記者、相沢の上司、旅館主、局長）
- モノクローム・ファクター（組員）

2009年
- アラド戦記〜スラップアップパーティー〜（ペトラ）
- 鋼殻のレギオス（立て篭もり犯）
- 戦場のヴァルキュリア（ソーリオ）

2011年
- R-15（親衛隊総長、マッチョ1）
- いつか天魔の黒ウサギ（医者）
- クレヨンしんちゃん（タレント）
- デッドマン・ワンダーランド（官吏、マス）
- 忍たま乱太郎（侍）

2012年
- 銀河へキックオフ!!（根常ガッツコーチ）
- クッキンアイドル アイ!マイ!まいん!（洋食屋の主人、サンタロウのおじいさん）

2013年
- 宇宙戦艦ヤマト2199（石津英二、リベル・ドロッペ、きりしま通信音声、地下格納庫整備士、秘密警察、陪審員）※2012年劇場先行公開

2016年
- ブレイブウィッチーズ（士官）

2017年
- aiseki MOGOL GIRL（ユッキー）

2020年
- 呪術廻戦（外村）

2021年
- トロピカル〜ジュ!プリキュア（2021年 - 2022年、夏海大洋）

2023年
- おしりたんてい コズミックフロント（ホーリー）
- ふしぎ駄菓子屋 銭天堂（通行人、小湊豊）

### 劇場アニメ
- 人狼 JIN-ROH（2000年）
- 宇宙戦艦ヤマト2199 追憶の航海（2014年、陪審員）
- 「宇宙戦艦ヤマト」という時代 西暦2202年の選択（2021年、貴族B）

### OVA
- 戦乙女スヴィア（2007年、ヘル）
- 奴隷メイドプリンセス（2007年、ブライトナー）
- エルフ姫ニィーナ（2010年、ナレーション）
- ふたりエッチ（第3期）（2014年、香取部長）
- 宇宙戦艦ヤマト2202 愛の戦士たち（2018年、ガルステン・フリンザ[6]）※ODS作品、2018年秋テレビ放送開始予定

### Webアニメ
- へ〜せいポリスメン!!（2013年、木梨正造[7]）
- BULLET/BULLET（2025年、グスタフ[8]）

### ゲーム
- アンチャーテッド 黄金刀と消えた船団（2009年、ピンカートン）
- 東京バベル（2012年、リヴァイアサン[9]）
- 幼なじみは大統領 My girlfriend is the PRESIDENT.（2013年、ヨーゼフ・相馬・メレンゲ）
- 鬼ごっこ! Portable（2013年、浦部悪路）
- コール オブ デューティ ゴースト[10]（2013年）
- 戦国BASARA4（2014年）
- The Elder Scrolls Online（2014年、ナイフのスコルド、ディヴァイス・ファー、カータグ 他）
- レインボーシックスシージ（2015年、ブラックビアード）
- ウィッチャー3 ワイルドハント - 血塗られた美酒（2016年、ダミアン）
- 囚われのパルマ（2016年）
- アサシン クリード オリジンズ（2017年）
- 逆転オセロニア（2022年、ヒルデブラント）

### ドラマCD
- 蟹工船（谷口、副監督）
- 学園創世猫天!（校長）
- サクラ大戦 第3期 Vol.2「新西遊記〜跳んでもハップン」（客3）
- Z/ETA
- SUPER LOVERS（教師）
- しあわせにできる（フォルトナー）
- ほんと野獣（幹部）
- リカー＆シガレット（男性客）
- 龍と竜（ノブ）

### 吹き替え

#### 担当俳優
ケヴィン・ジェームズ
- アダルトボーイズ遊遊白書（エリック・ラモンソフ）
- 闘魂先生 Mr.ネバーギブアップ（スコット・ヴォス）
- ホーム・チーム（ショーン・ペイトン）

#### 映画
- アイ・アム・レジェンド（検問兵士）※ソフト版
- アドレナリン
- アローン・イン・ザ・ダーク
- 悪魔の棲む家
- YES/NO イエス・ノー（セラピスト）
- イン・ハー・シューズ
- イレイザー（ジャウマ〈ゲイリー・ピクアー〉）
- インクレディブル・ハルク（警備員〈ルー・フェリグノ〉）
- インビジブル2
- イーグル・アイ
- ウォーロード/男たちの誓い
- エイプリルの七面鳥
- エージェント・オブ・ウォー（ウクミフェイ〈セルゲイ・トリフノヴィッチ〉）
- エージェント・ゾーハン
- AVP2 エイリアンズVS.プレデター
- 王妃マリー・アントワネット
- オオカミは嘘をつく（ドロール〈ロテム・ケイナン〉）
- オンネリとアンネリのふゆ（リキネン〈ヤッコ・サアリルアマ〉）
- 片腕ドラゴン（パオ）※DVD・BD新録版
- カサブランカ（シドニー・グリーンストリート）※PDDVD版
- ガーフィールド2
- カンフー・ヨガ（ジョナサン〈チャン・グオリー〉[11]）
- 危険な遊戯/ハマースミスの6日間（ター〈ロジャー・アシュトン＝グリフィス〉）※DVD新緑版
- 気分はぐるぐる
- キャプテン・ウルフ
- 9000マイルの約束
- キング・コング
- 9.11への道（サミュエル・バーガー補佐官〈ケヴィン・ダン〉）
- 恋とニュースのつくり方
- 最後の恋のはじめ方
- 幸せになるための27のドレス
- 幸せの1ページ
- ジェシカ・シンプソンのミリタリー・ブロンド（モーリス〈マルコ・セント・ジョン〉）
- ジェシカ・シンプソンのワーキング・ブロンド（祖父〈ウィリー・ネルソン〉）
- ジェニファー・ラヴ・ヒューイットの セレブリティ
- 七人のマッハ!!!!!!!（ナイト）
- シンクロニシティ（マティ）
- スイミング・プール
- スター・ウォーズ エピソード3/シスの復讐
- スー・チー in ヴィジブル・シークレット
- スパイダー・パニック
- スパイダーマン3
- スモーキン・エース/暗殺者がいっぱい
- 戦場にかける橋 ※ソフト版
- その男は、静かな隣人
- ダークナイト（チャクルズ〈マシュー・オニール〉）※ソフト版
- 大統領の理髪師
- ディテクティヴ
- ディレイルド 暴走超特急
- DOA/デッド・オア・アライブ
- トロイ
- となりのサインフェルド（ニューマン〈ウェイン・ナイト〉）
- ナイト ミュージアム
- ナイト・オブ・ザ・スカイ
- 猫のルーファスと魔法の王国（アボット〈コーリー・フィリップス〉）
- パラドクス（ハーナン・メンドーサ）
- パニッシャー: ウォー・ゾーン（ライナス・"マイクロチップ"・リーバーマン〈ウェイン・ナイト〉）
- パーフェクト・ストレンジャー（ビル・パテル〈ジェイソン・アントゥーン〉）
- フライト・デスティネーション
- フラッシュバック（マニー・ミーゼル〈マーク・ストロング〉）
- ブルーサンダー ※ソフト版
- プルーフ・オブ・マイ・ライフ（警官〈ダニー・マッカーシー〉）
- 暴走特急 シベリアン・エクスプレス（ロイ〈ウディ・ハレルソン〉）
- ボトム・ダウン（ダニエル・ケイシー）
- ホロコースト -アドルフ・ヒトラーの洗礼-
- マッケンナの黄金 ※DVD新録版
- 炎のドラゴンと秘密の少女（パパ〈アンドレス・バースモ・クリスティアンセン〉）
- 満州帝国崩壊 〜ソビエト進軍1945〜
- ムースポート（ダイヤー〈カール・プルーナー〉、レポーター）
- 黙示録2009 合衆国大炎上（ロイ・ローガン〈ロバート・R・シャファー〉）
- モロッコ（軍曹）※PDDVD版
- ラスト・ガン 地獄への銃弾（ジョージ〈スレイン〉）
- ラッキー・ガール
- リトル・ミス・サンシャイン
- レジェンド・オブ・ゾロ
- ロード・トゥ・ヘル
- ロード・オブ・ザ・タイム（ロイ、占い師、悪魔の騎士3、男4）
- わたしたちの島で わんぱくアザラシのモーセ（ニッセ〈ベングド・エクルンド〉）※DVD新緑版

#### ドラマ
- アグリー・ベティ（弁護士）
- ER XIII 緊急救命室（ソロモン・ローク〈レグ・バスコ・ヘルナンデス〉）
- NCIS 〜ネイビー犯罪捜査班（ジェラルド・ジャクソン〈パンチョ・デミングス〉、ギル・ナイルズ）※DVD版
- エリザベス1世 〜愛と陰謀の王宮〜
- カシミアマフィア
- 恐竜SFドラマ プライミーバル 第3章
- グッド・ワイフ2
- クリミナル・マインド2 FBI行動分析課（ポール〈ジム・パラック〉）
- ゴースト 〜天国からのささやき（ティム・フラハティ〈トーマス・F・ウィルソン〉）
- THE BRIDGE/ブリッジ（アクセル〈ヨハン・ヘーデンバーグ〉）
- CSI:15 科学捜査班 #7（レン・ブライアント〈グレッグ・グランバーグ〉）
- CSI:ニューヨーク2
- CSI:ニューヨーク3（ヴィンス・マッソーニ）
- CSI:ニューヨーク5（アモス・デラウェア族長〈グレゴリー・クルツ〉）
- CSI:ニューヨーク6（レオナルド）
- CSI:マイアミ（ドン・バフマン州検事〈スティーヴン・トボロウスキー〉）
- CSI:マイアミ2（エバハート巡査 他）※毎回異なる役でレギュラー出演
- CSI:マイアミ10 ザ・ファイナル #9（ランドール・スタッフォード〈リチャード・バージ〉）
- 射鵰英雄伝（張阿生、トゥルイ）
- SCORPION/スコーピオン（シルヴェスター・ドッド〈アリ・スティダム〉[12]）
- スターゲイト アトランティス（ピーター・グローディン博士〈クレイグ・ヴェローニ〉）
- 青春の記録（ヨンナム[13]）
- チェルノブイリ（ミハイル・ゴルバチョフ〈デヴィッド・デンシック〉）
- チャームド 〜魔女3姉妹〜
- テラノバ/Terra Nova
- Dr.HOUSE（ブライアン・シンガー）
- Dr.HOUSE シーズン2（ケン・ホール〈クリフトン・パウエル〉）
- HAWAII FIVE-0
  - シーズン1 #17（ビッグ・ロノ）
  - シーズン3 #6（ビリー〈テレンス・ハワード〉）
- プリズン・ブレイク（グレゴリー・ホワイト〈マイケル・ブライアン・フレンチ〉）
- ブルース・リー伝説（クリスマン）
- BONES
  - シーズン1（クリス・スカッター保安官〈トム・キーシェ〉、ラリー、ネイ）
  - シーズン2（ロイド）
  - シーズン3 #11（モールス〈マイケル・マグレイディ〉）
  - シーズン12 #3（シリンガー）
- マスター・オブ・ゼロ（エディー〈フランク・ハーツ〉）
- ミディアム7 最終章
- 名探偵ポワロ なぞの遺言書（警官）※NHK版
- 名探偵モンク6（警官）
- 楽園
- ライフ with デレク（ジョージ・ヴェントゥーリ〈ジョン・ラルストン〉）
  - バケーション with デレク（ジョージ・ヴェントゥーリ〈ジョン・ラルストン〉）
- LEFTOVERS/残された世界（グレン〈リー・ストリンガー〉）
- 私はラブ・リーガル3
- 私はラブ・リーガル4（ジャック・ディリングハム〈アリミ・バラード〉）

#### アニメ
- おさるのジョージ
- スター・ウォーズ 反乱者たち
- ティーン・タイタンズ（アトラス）
- ビー・ムービー
- フォスターズ・ホーム（ピーナツ・バター）
- ラーヤと龍の王国（ワーン〈声：フランソワ・チャウ〉）

### ボイスオーバー
- 地球ドラマチック（NHK教育）
  - 「インド・走り続ける少年」（2006年）
  - 「マヤ文明を滅ぼした女王」（2006年）
  - 「宇宙船を造ろう」（2007年）
  - 「月を目指して 〜アポロ計画を支えた勇気〜」（2007年）
  - 「チンパンジーの知性 大研究 〜どこまでヒトに近いのか〜」（2007年）
  - 「すい星物語 〜地球に何をもたらしたのか〜」（2012年）
  - 「珍獣ラーテル・アフリカきっての暴れん坊」（2017年）
  - 「アンコール・ワット 密林に眠る巨大都市」（2017年）
- BS世界のドキュメンタリー（NHK-BS1）
- ワンス・アポン・ア・タイム特集「ストーリ―ブルックの秘密」（NHK-BSプレミアム）

### オーディオブック
- 「天使の牙」シリーズ（2019年 - 2020年、朗読）
- 量子で読み解く生命・宇宙・時間（2022年、朗読）
- トッド人類史入門 西洋の没落（2023年、朗読）
- レディ・ジョーカー（2023年、朗読）